# Montes de Bzipi
Los Montes de Bzipi, Montes de Bzib o Cordillera Bzib (en abjasio: Агеишьха, Ageishja; en georgiano: ბზიფის ქედი) es una cadena montañosa localizada en Abjasia en la vertiente sur de la parte occidental del Gran Cáucaso que corre paralelo a ella.

## Descripción
Los montes de Bzipi tienen una longitud de 50 kilómetros, y una altura que llega a los 3033 metros sobre el nivel del mar, conformada por formaciones calizas y con un pronunciado paisaje karstico. Está rodeada por el valle del río Bzipi por el norte y oeste, y parcialmente por el valle del río Kelasuri, que lo separa de los montes de Chjalta. La cara norte es abrupta, y hacia el sur reduce gradualmente la altura hasta alcanzar las llanuras costeras, abriéndose los valles de los ríos Jipsta (Хыпста), Aapsta (Аапста], Gumista occidental (Западная Гумиста), Gumista oriental (Восточная Гумиста) y Kelasur (Келасур).
El pico más alto es la monte Jimsa (гора Химса) con 3033 metros, y el segundo es el Dzishra (гора Дзышра) con 2623 metros.
Una de las atracciones es la cueva de la Nieve, el mayor complejo espeleológico de la antigua Unión Soviética.
Hay algunos puertos de montaña, como son: el Sujum a 1387 metros, Jimsa a 2454 metros, los de Gudauta, Duripsh, Dzina entre otros.
Las laderas están pobladas por bosque de coníferas y caducifolios. En las cumbres predominan las praderas alpinas.

## Galería

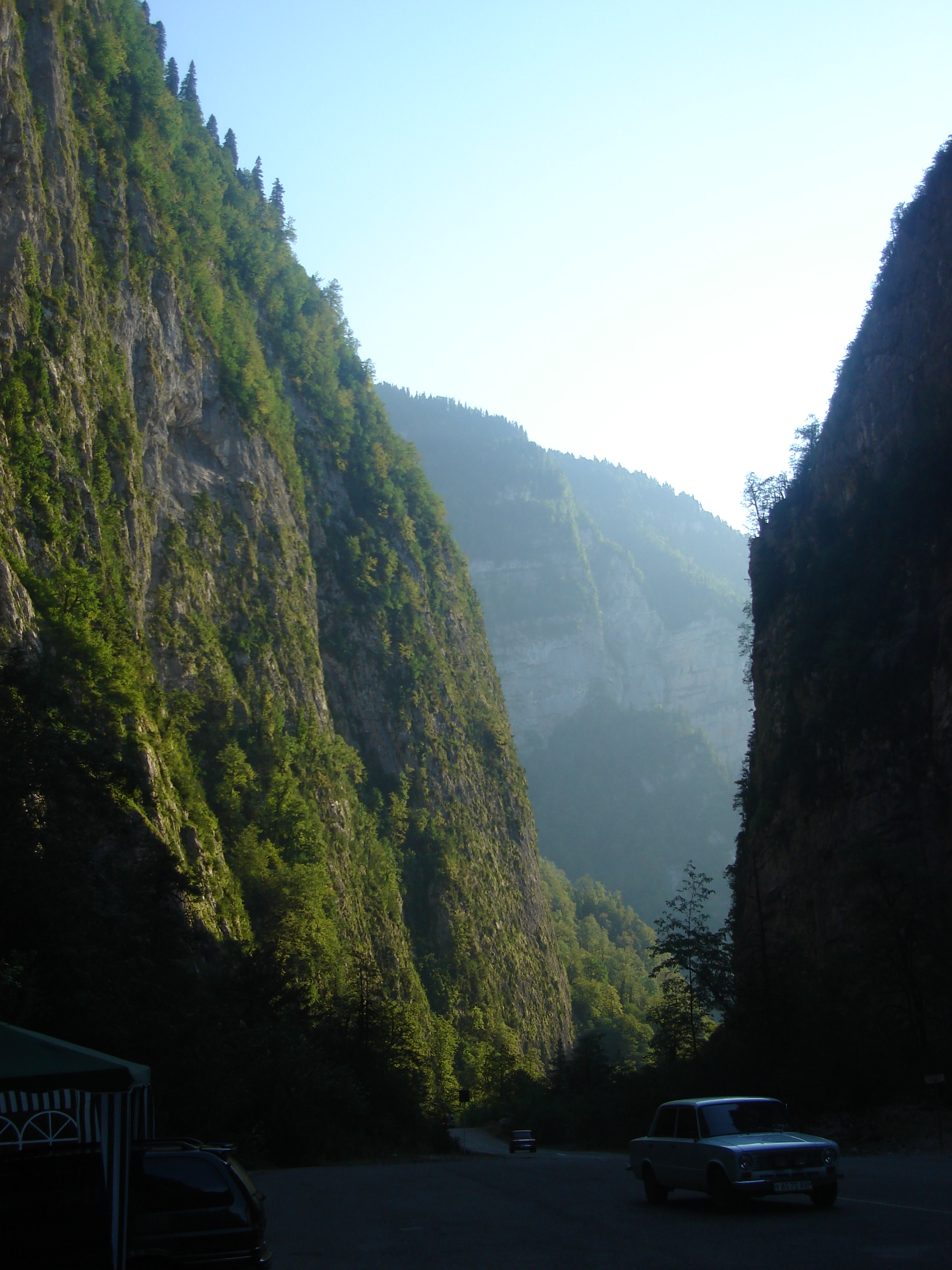
El saco de piedra, lugar en el que los montes de Bzipi se acercan a los Gagra, por el curso bajo del río Bzipi